# Людвіково (Сьремський повіт)
Людвіково (пол. Ludwikowo) — село в Польщі, у гміні Бродниця Сьремського повіту Великопольського воєводства.
У 1975-1998 роках село належало до Познанського воєводства.